# خانه ماردیرو سیان
خانه تاریخی ماردیرو سیان مربوط به دوره صفوی است و در اصفهان، محله جلفا، خیابان خاقانی، کوچه صدا و سیما واقع شده و این اثر در تاریخ ۲۲ مرداد ۱۳۸۴ با شمارهٔ ثبت ۱۳۰۱۱ به‌عنوان یکی از آثار ملی ایران به ثبت رسیده است.